# Thalita de Jong
Thalita de Jong (Bergen op Zoom, 6 novembre 1993) è una ciclista su strada e ciclocrossista olandese che corre per il team Human Powered Health. Nel 2016 si è leaureata campionessa del mondo ed europea di ciclocross.

## Carriera
Nel 2016 a Heusden-Zolder si è laureata campionessa del mondo di ciclocross nella categoria Elite; nello stesso anno ha vinto anche l'Europeo Elite a Pontchâteau.
Su strada è stata medaglia di bronzo in linea Under-23 agli Europei 2015 a Tartu; ha poi vinto tra le altre una tappa allo Holland Ladies Tour 2015 e una al Giro Rosa 2016.
Nel 2024 passa al team Lotto Dstny Ladies; in stagione si classifica decima al Tour de France e vince il Tour Cycliste Féminin International de l'Ardèche a tappe.

## Palmarès

### Strada
- 2011 (Juniores)

Campionati olandesi, Prova a cronometro Junior
- 2015 (Rabo-Liv Women Cycling Team, due vittorie)

Erondegemse Pijl
6ª tappa Holland Ladies Tour (Bunde > Valkenburg aan de Geul)
- 2016 (Rabo-Liv Women Cycling Team, due vittorie)

2ª tappa, 2ª semitappa Giro del Trentino Internazionale Femminile (Vigo Cavedine > Cavedine)
9ª tappa Giro Rosa (Verbania > Verbania)
- 2021 (Bingoal Casino-Chevalmeire, una vittoria)

Grote Prijs Beerens
- 2022 (JEGG-DJR Academy, una vittoria)

Ronde de Mouscron
- 2024 (Lotto Dstny Ladies, quattro vittorie)

1ª tappa Tour Cycliste Féminin International de l'Ardèche (Saint-Fortunat-sur-Eyrieux > Beauchastel)
2ª tappa Tour Cycliste Féminin International de l'Ardèche (Tournon-sur-Rhône > Mauves)
Classifica generale Tour Cycliste Féminin International de l'Ardèche
2ª tappa Tour de la Semois (Bertrix > Bertrix)

#### Altri successi
- 2013 (Rabo Women Cycling Team)

Classifica giovani Tour de Bretagne Féminin
- 2014 (Rabo-Liv Women Cycling Team)

2ª tappa Giro del Belgio femminile (Blaugies > Warquignies, cronosquadre)
Classifica a punti Giro del Belgio femminile
Classifica giovani Giro del Belgio femminile
- 2015 (Rabo-Liv Women Cycling Team)

Open de Suède Vargarda (cronosquadre)
Classifica giovani Holland Ladies Tour
- 2016 (Rabo-Liv Women Cycling Team)

2ª tappa, 1ª semitappa Giro del Trentino Internazionale Femminile (Cavedine, cronosquadre)
Classifica a punti Giro del Trentino Internazionale Femminile
Classifica giovani Ladies Tour of Norway
- 2021 (Bingoal Casino-Chevalmeire)

Classifica scalatrici Festival Elsy Jacobs
- 2023 (Liv Racing TeqFind)

Wielerweekendmoerdijk
- 2024 (Lotto Dstny Ladies)

Classifica a punti Tour de Normandie femminile
Classifica a punti Bretagne Ladies Tour
Classifica scalatrici Bretagne Ladies Tour
Classifica a punti Tour Cycliste Féminin International de l'Ardèche
Classifica scalatrici Tour Cycliste Féminin International de l'Ardèche
Classifica scalatori Tour de la Semois

### Cross
- 2013-2014

Grote Prijs Groenendaal (Sint-Michielsgestel)
- 2015-2016

Kermiscross (Ardooie)
Grand Prix de la Commune de Contern (Contern)
Versluys Cyclocross (Bredene)
Campionati olandesi, Elite
Grand Prix Hotel Threeland
Campionati del mondo, Elite (Heusden-Zolder)
Waaslandcross, 8ª prova Bpost Bank Trofee (Sint-Niklaas)
- 2016-2017

Grote Prijs Mario De Clercq, 1ª prova DVV Verzekeringen Trofee (Renaix)
Grand Prix de la Commune de Contern (Contern)
Cauberg Cyclo-Cross, 3ª prova Coppa del mondo 2016-2017 (Valkenburg aan de Geul)
Campionati europei, Elite (Pontchâteau)
Grand Prix de la Région Wallonne, 5ª prova Superprestige (Francorchamps)
Versluys Cyclocross (Bredene)
Kasteelcross (Zonnebeke)
- 2017-2018

Kasteelcross (Zonnebeke)
Grand Prix Möbel Alvisse (Leudelange)

### Gravel
- 2024

UCI Gravel World Series - Gravel One Fifty

## Piazzamenti

### Grandi Giri
- Giro d'Italia

2015: 22ª
2016: 19ª
2022: 32ª
- Tour de France

2022: 69ª
2023: 66ª
2024: 10ª
- Vuelta a España

2024: 16ª

### Competizioni mondiali
- Campionati del mondo su strada

Copenaghen 2011 - Cronometro Junior: 4ª
Copenaghen 2011 - In linea Junior: 39ª
Valkenburg 2012 - Cronosquadre: 4ª
Toscana 2013 - Cronosquadre: 2ª
Ponferrada 2014 - In linea Elite: ritirata
Richmond 2015 - Cronosquadre: 3ª
Zurigo 2024 - In linea Elite: ritirata
- Campionati del mondo di ciclismo gravel

Fiandre 2024: 13ª
- Campionati del mondo di ciclocross[3]

Hoogerheide 2014 - Elite: 8ª
Heusden-Zolder 2016 - Elite: vincitrice
Valkenburg 2018 - Elite: 33ª
- Coppa del mondo di ciclocross[3]

2013-2014 - Elite: 28ª
2015-2016 - Elite: 14ª
2016-2017 - Elite: 29ª

### Competizioni continentali
- Campionati europei su strada

Goes 2012 - Cronometro Under-23: 4ª
Olomouc 2013 - Cronometro Under-23: 9ª
Olomouc 2013 - In linea Under-23: 6ª
Nyon 2014 - Cronometro Under-23: 4ª
Nyon 2014 - In linea Under-23: 4ª
Tartu 2015 - Cronometro Under-23: 4ª
Tartu 2015 - In linea Under-23: 3ª
Monaco di Baviera 2022 - In linea Elite: 68ª
Limburgo 2024 - In linea Elite: 65ª
- Campionati europei di ciclocross

Huijbergen 2015 - Elite: 6ª
Pontchâteau 2016 - Elite: vincitrice